# Morpolača
Morpolača falu Horvátországban Zára megyében. Közigazgatásilag Stankovcihoz tartozik.

## Fekvése
Zárától légvonalban 48, közúton 66 km-re délkeletre, Šibeniktől légvonalban 23, közúton 33 km-re északnyugatra, az A1-es autópálya északi oldalán, Dalmácia északi részén fekszik.

## Története
A településnek 1880-ban 104, 1910-ben 120 lakosa volt. Az első világháború után előbb a Szerb-Horvát-Szlovén Királyság, majd Jugoszlávia része lett. A második világháború idején 1941-ben a szomszédos településekkel együtt Olaszország fennhatósága alá került. Az 1943. szeptemberi olasz kapituláció után horvát csapatok vonultak be a településre, amely ezzel visszatért Horvátországhoz. A délszláv háború során a szerb többségű település a Krajinai Szerb Köztársasághoz csatlakozott. 1995 augusztusában a Vihar hadművelet során foglalta vissza a horvát hadsereg. Szerb lakossága elmenekült. A településnek 2011-ben 49 lakosa volt, akik főként mezőgazdasággal és állattartással foglalkoztak.

## Lakosság
| Lakosság változása | Lakosság változása | Lakosság változása | Lakosság változása | Lakosság változása | Lakosság változása | Lakosság változása | Lakosság változása | Lakosság változása | Lakosság változása | Lakosság változása | Lakosság változása | Lakosság változása | Lakosság változása | Lakosság változása | Lakosság változása |
| ------------------ | ------------------ | ------------------ | ------------------ | ------------------ | ------------------ | ------------------ | ------------------ | ------------------ | ------------------ | ------------------ | ------------------ | ------------------ | ------------------ | ------------------ | ------------------ |
| 1857               | 1869               | 1880               | 1890               | 1900               | 1910               | 1921               | 1931               | 1948               | 1953               | 1961               | 1971               | 1981               | 1991               | 2001               | 2011               |
| 0                  | 0                  | 104                | 90                 | 86                 | 120                | 324                | 390                | 312                | 378                | 411                | 399                | 373                | 407                | 26                 | 49                 |

(1857 és 1869 között lakosságát Vukšićhoz számították.)

## Nevezetességei
Szent Péter apostol tiszteletére szentelt temploma a falu melletti tágas mezőn található. A neves horvát történész Ivo Petricoli szerint a templom kora román eredetű. Formája hasonlít a banjevci Szent János templomhoz, de a homlokzat előtt álló zömök harangtorony annál valamivel keskenyebb. Az egyhajós épület jellegzetessége még meghosszabbított félköríves boltozott apszisa. A négyszögletea harangtorony csak az egyik oldalán érintkezik a templommal, a többi három oldalt hosszúkás ívelt vakablakok tagolják, míg a felső részen látható egyszerű ablaknyílások később készültek. A harangtorony földszintje boltozott. Itt a bejárattal szemben egy kő szenteltvíztartó látható, melynek alsó részét egy régi síremlék képezi rajta óhorvát felirattal. A felirat fennmaradását valószínűleg annak köszönheti, hogy a szenteltvíztartó készítésekor habarcs takarta. A habarcs eltávolítása után a kötőanyag továbbra is szilárdan tartotta össze a mészkövet, a felirat pedig az ötödik sor első rövid szava kivételével nem sérült meg.  Ennek alapján kétségkívül megállapítható, hogy a sírkő a templom melletti temetőből származik és a műtárgy készítésekor hozták a templom bejárata elé.